# Stazione di Sanremo (1872)
La stazione di San Remo è stata la prima stazione ferroviaria dell'omonima città; fu dismessa nel 2001 a causa dell'apertura del nuovo tronco della ferrovia Genova-Ventimiglia dal posto di passaggio San Lorenzo fino a Bordighera e venne sostituita da una nuova fermata sotterranea.

## Storia
La stazione venne inaugurata nel 1872 in concomitanza del tratto Savona-Ventimiglia della ferrovia Genova-Ventimiglia. Venne dismessa il 24 settembre 2001 a causa del raddoppio dei binari fra San Lorenzo al Mare e Ospedaletti. Appena dismessa la stazione venne privata della linea aerea e dei binari per asfaltarne il sedime e le banchine.
Dal 1913 al 1942 sul piazzale antistante la stazione ebbe come interscambio la linea tranviaria Ospedaletti-Sanremo-Taggia, sostituita dal 21 aprile 1942 dalla filovia dei fiori.
La stazione, in precedenza chiamata con il nome corretto di "Sanremo" assunse la nuova denominazione di "San Remo" negli anni ottanta.
Il Comune punterebbe su una iniziativa privata per futuri investimenti, ma per ora tutto rimane bloccato.
Nel novembre 2022 è stato approvato dal Comune (proprietario dell'immobile ceduto dalle ferrovie) il restauro delle facciate.

## Strutture e impianti
La stazione era dotata di un fabbricato viaggiatori, di una struttura per i servizi igienici e di 3 banchine per i binari, così utilizzati:
- binario 1:  era il binario di corsa della linea;
- binario 2:  era un binario su tracciato deviato, cioè che si diramava dal binario 1
- binario 3: era un binario che si diramava dal binario 2;
- asta di manovra: era un binario tronco che affiancava il binario 1 a sinistra guardando verso la radice sud della fermata.
- binario tronco merci: era il binario a servizio dello scalo merci di stazione.

Il fabbricato viaggiatori esiste tuttora così come il tabaccaio, mentre il bar e l'edicola, presenti all'interno della struttura fin dalla sua inaugurazione, sono stati chiusi..
L'area ospita manifestazioni e mostre in quelli che una volta erano i magazzini merci ferroviari. Nell'ex piano dei binari è presente un parcheggio e un tratto della pista ciclabile inaugurata nel 2008.

## Galleria d'immagini

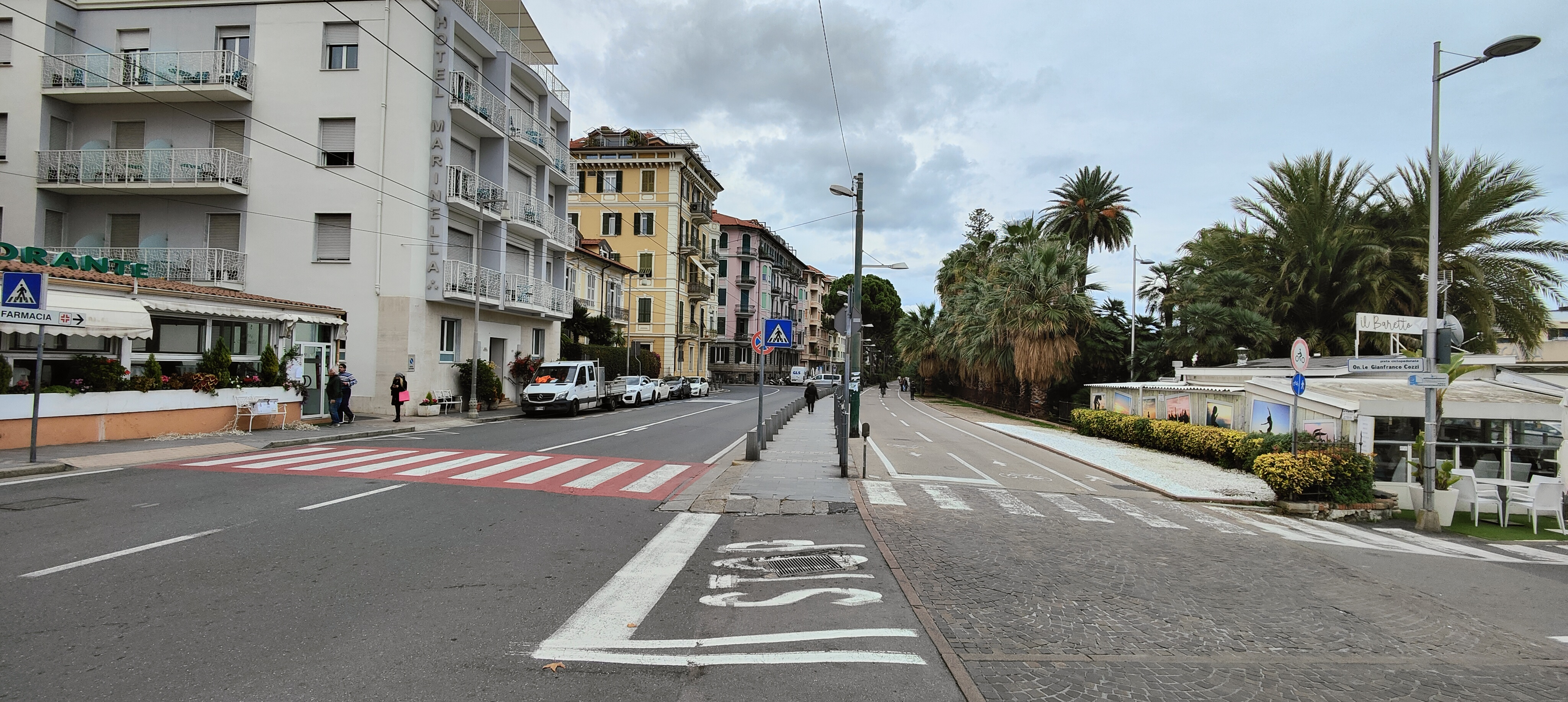
Corso Orazio Raimondo: la pista ciclabile ex tracciato FS in direzione di  Arma, quindi Imperia (nov.2022)
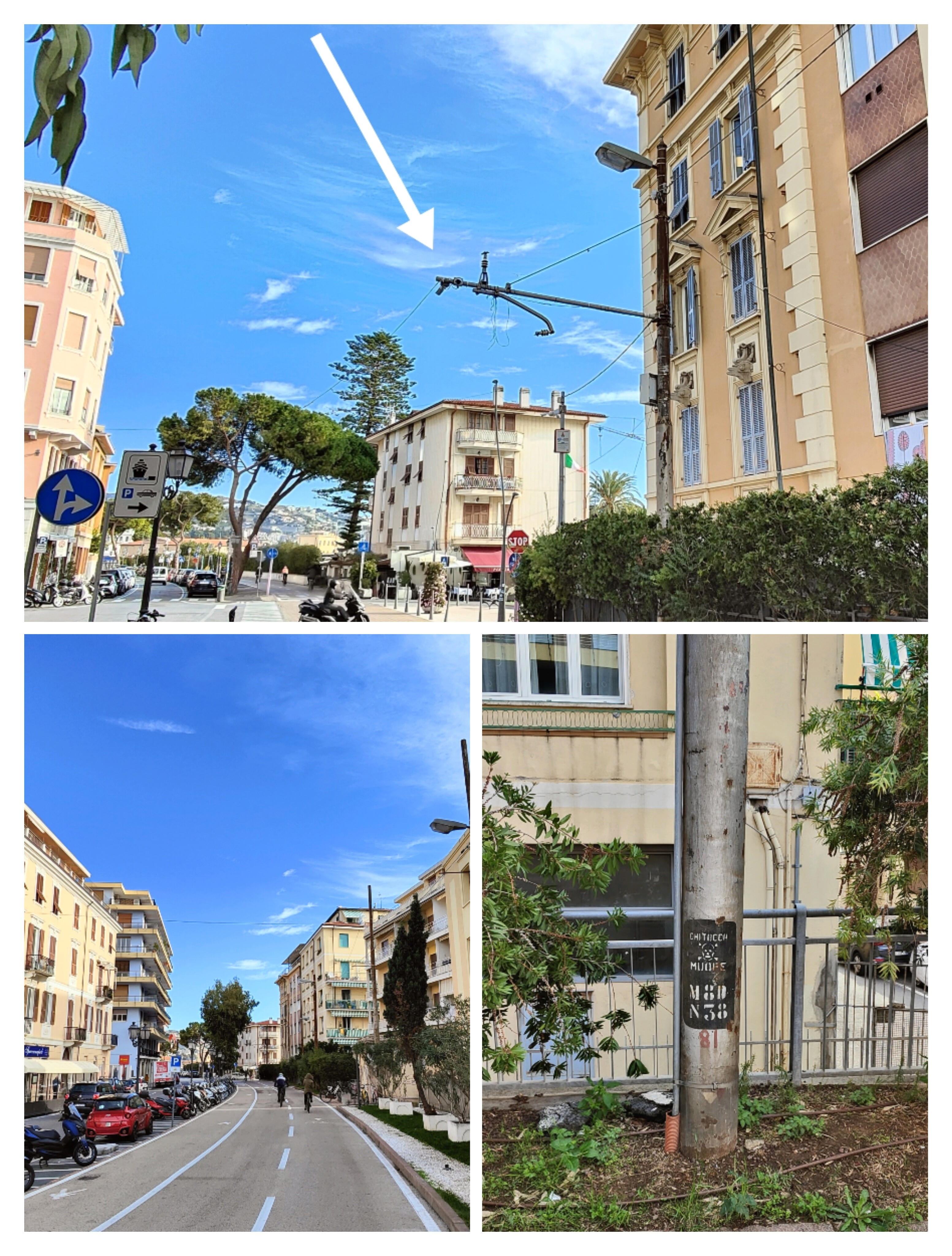
L'unica staffa di poligonazione con gli isolatori  Isoflon reggente la linea aerea rimasta, ora riutilizzata per le telecamere della video-sorveglianza, vicino al vecchio passaggio a livello fra corso Mombello e via Bixio. In basso: via Rava e particolare di uno dei numerosi pali FS rimasti in zona
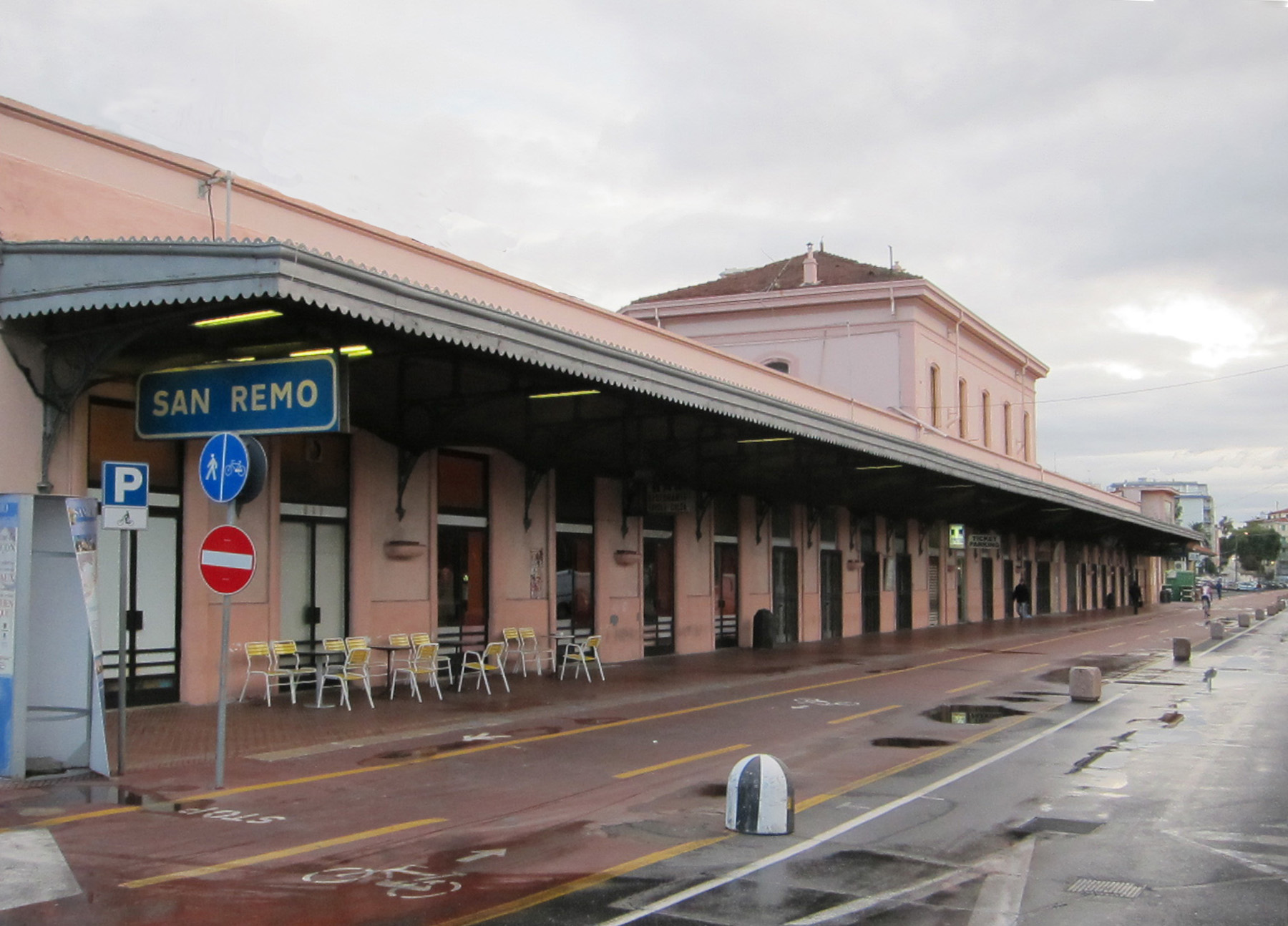
Fabbricato viaggiatori lato binari nel 2011
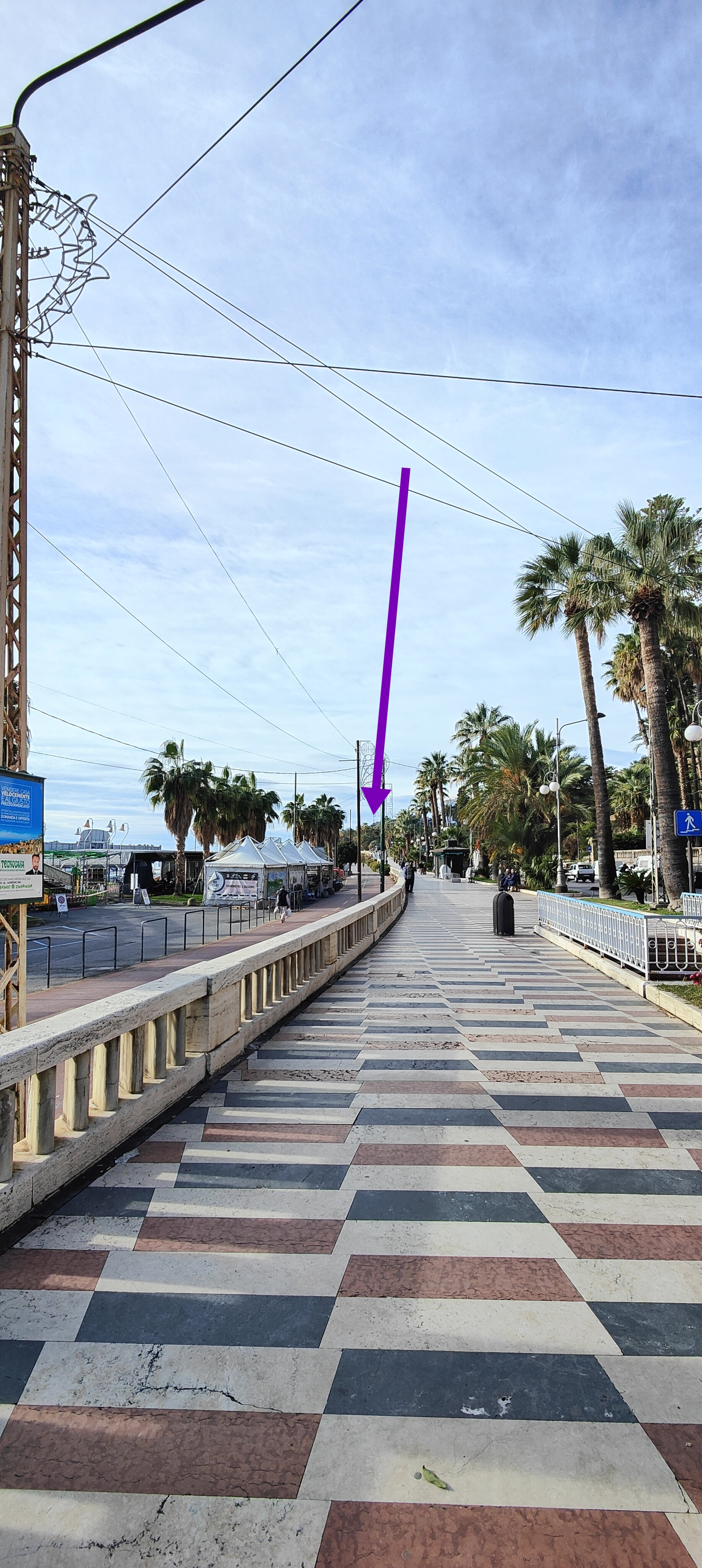
Il vecchio tracciato (freccia, direzione Ospedaletti) visto da c.so Matuzia poco dopo la vecchia stazione
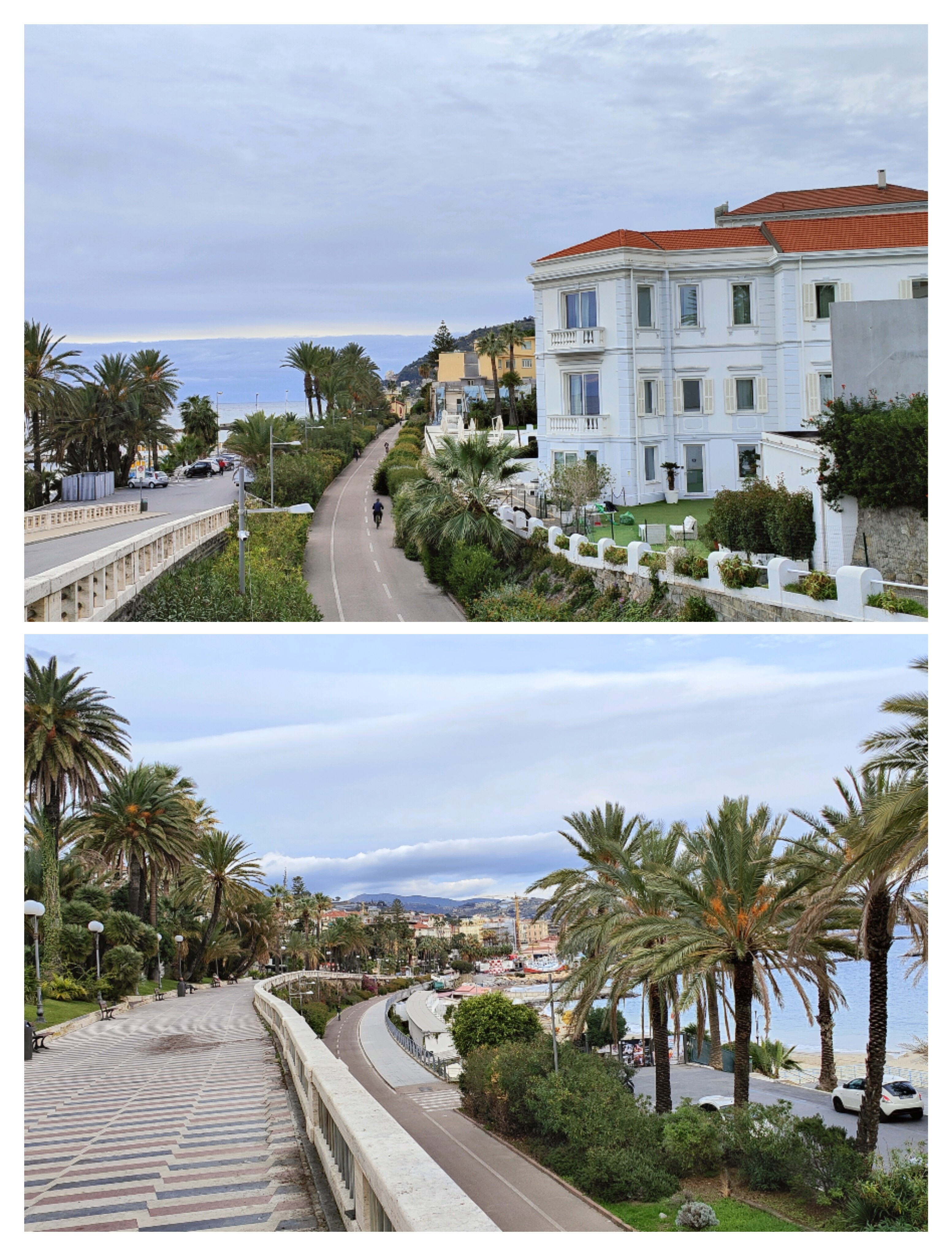
Foto da lungomare Vitt.Emanuele II: la ciclabile in direzione Ospedaletti, sotto: dalla Passeggiata dell'Imperatrice vista del tracciato sottostante proveniente dalla ex-stazione
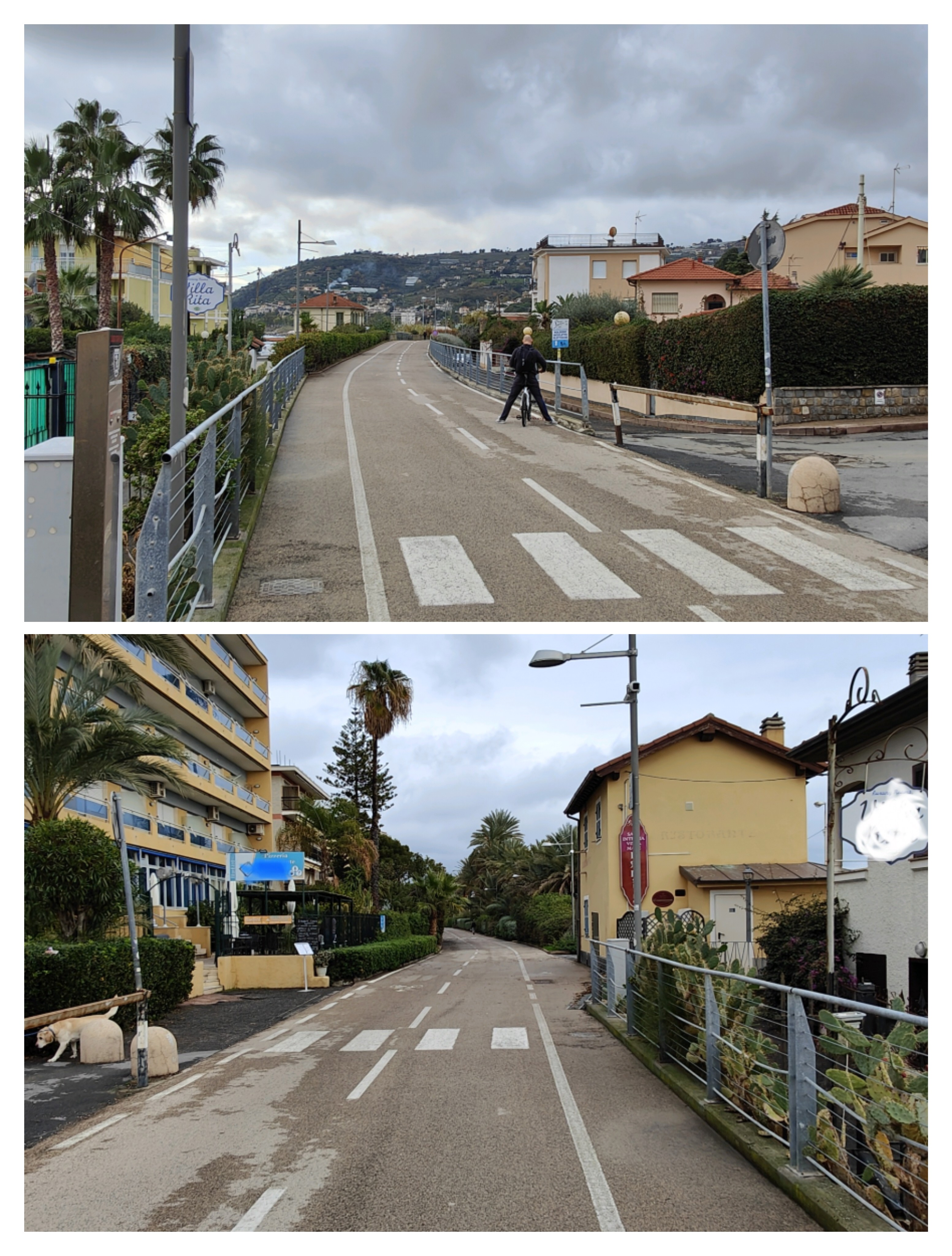
Parallela a corso Marconi, ciclovia con ex casello trasformato in bar
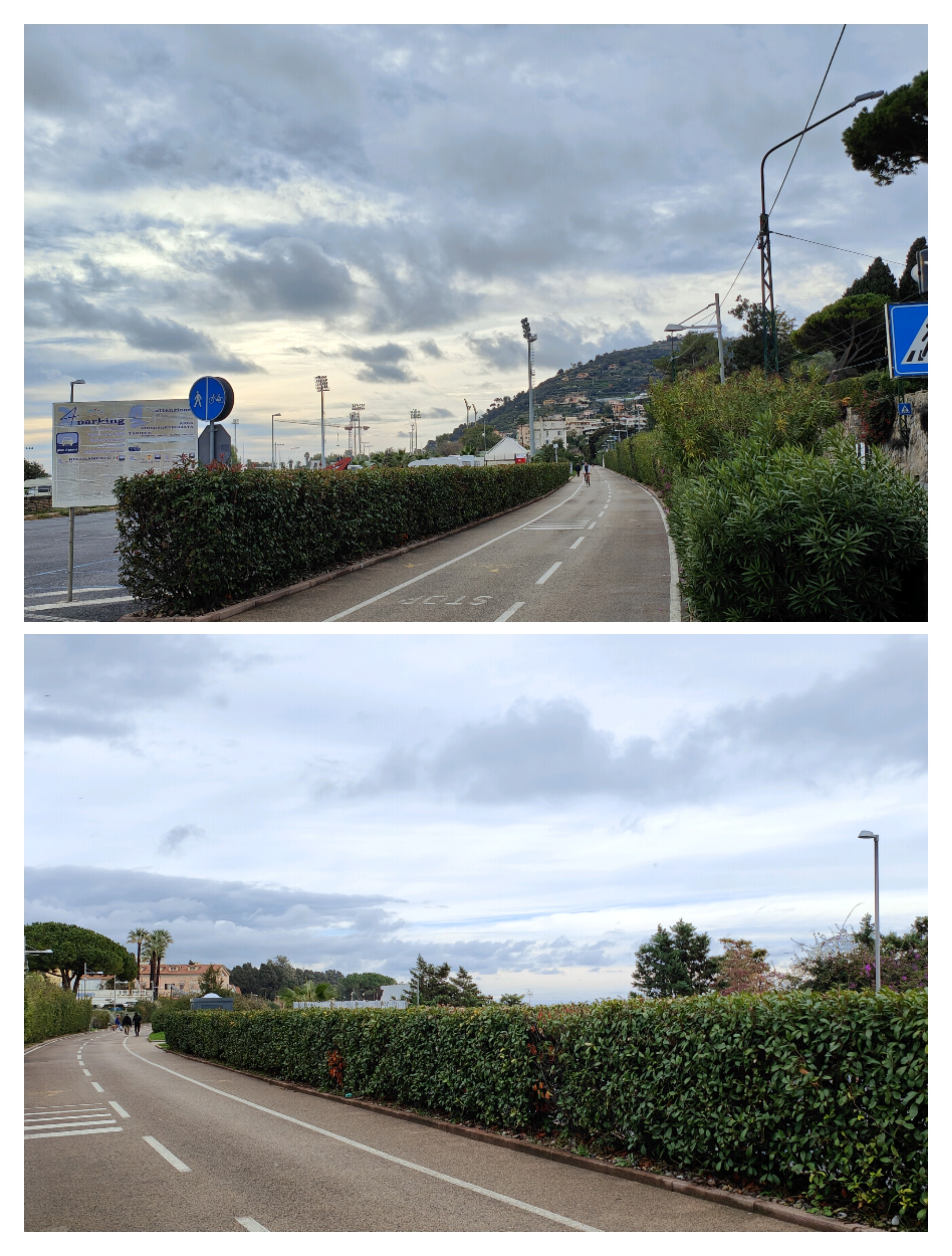
Parallela alla SS1, l'ex tracciato che immette (sopra) alla galleria Capo Nero, sotto: direzione Sanremo
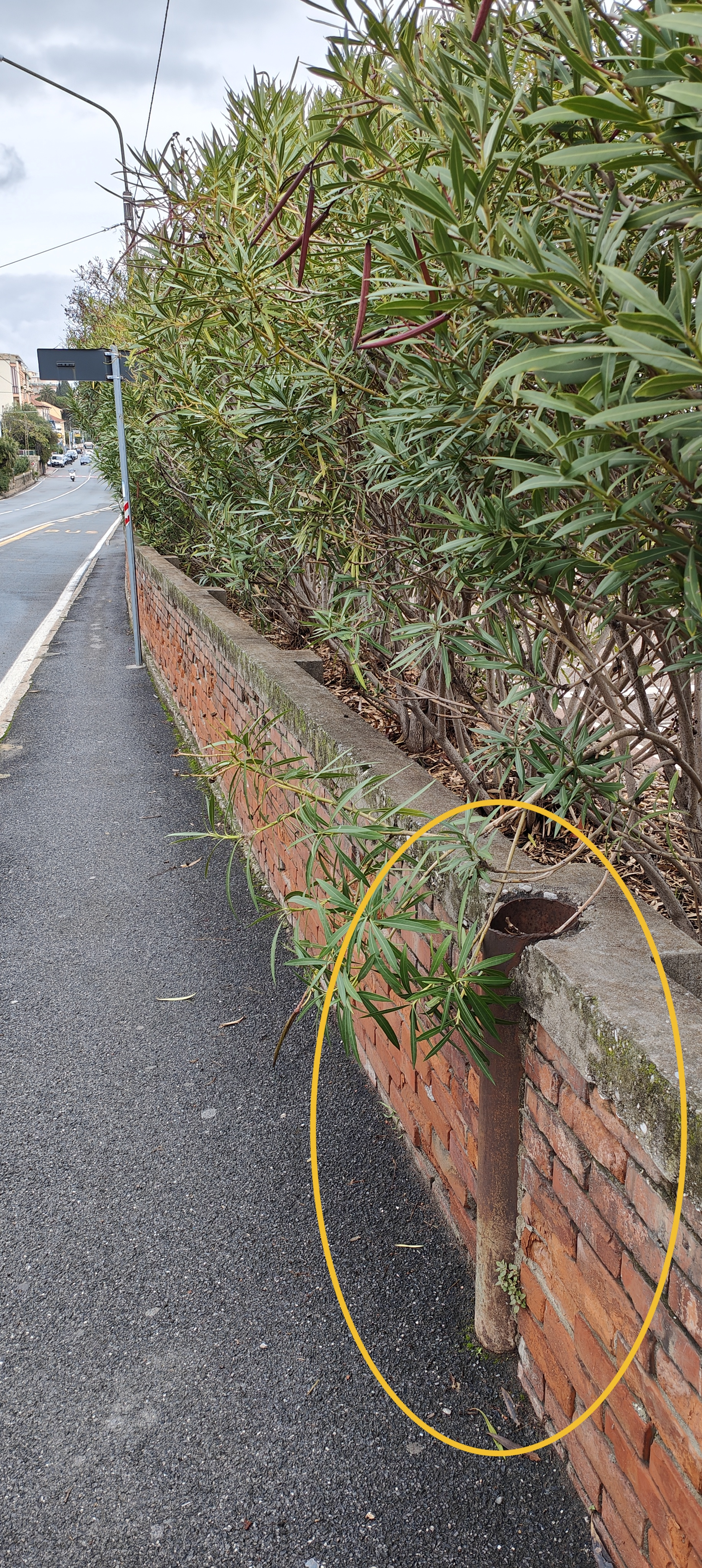
Particolare di palo che reggeva la catenaria FS, tagliato, posto a circa 610 mt. dalla galleria Capo Nero
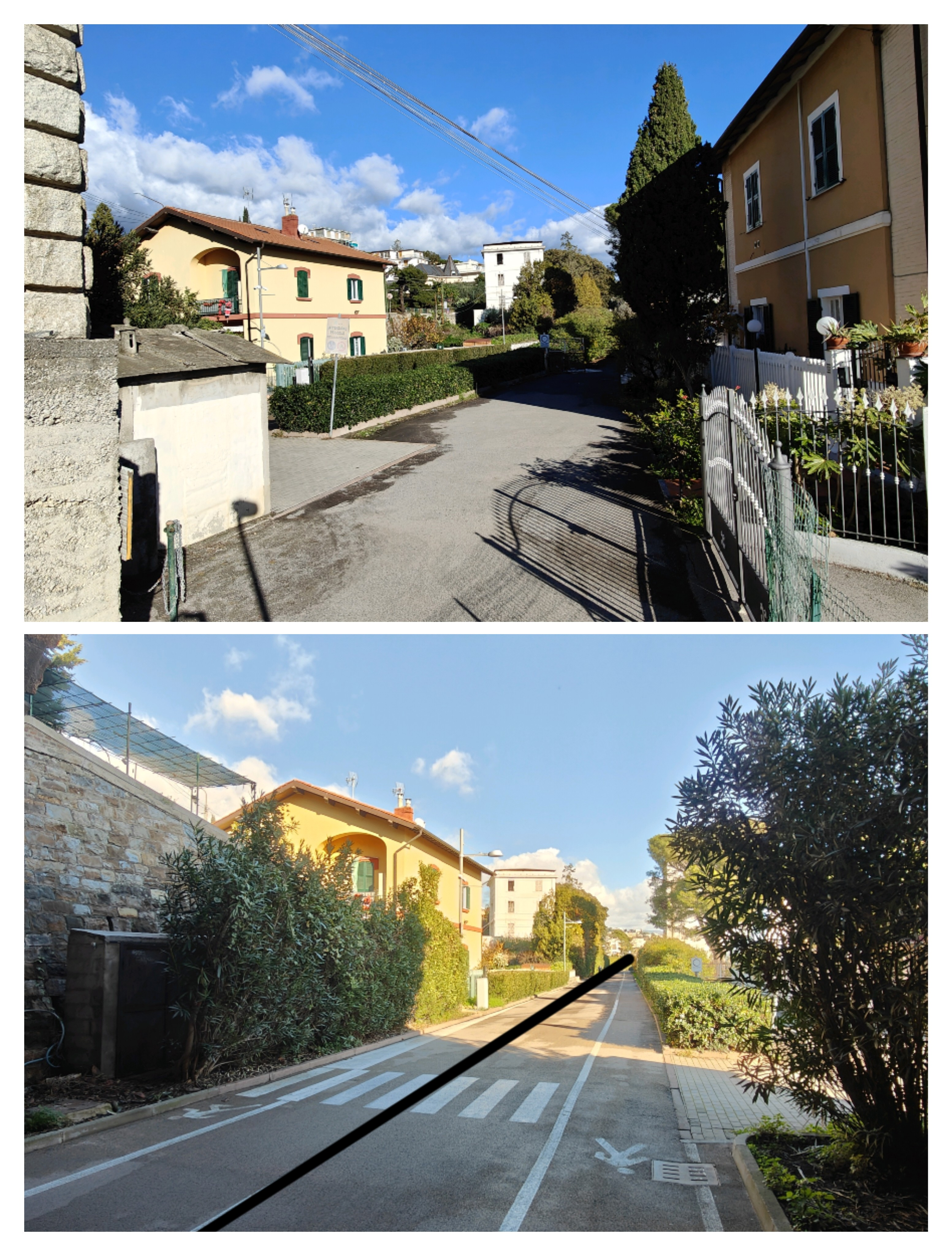
Ancora in territorio sanremese: uscita della galleria Capo Nero (1750 mt.) con ex-casello, sotto: linea nera indicante il tracciato
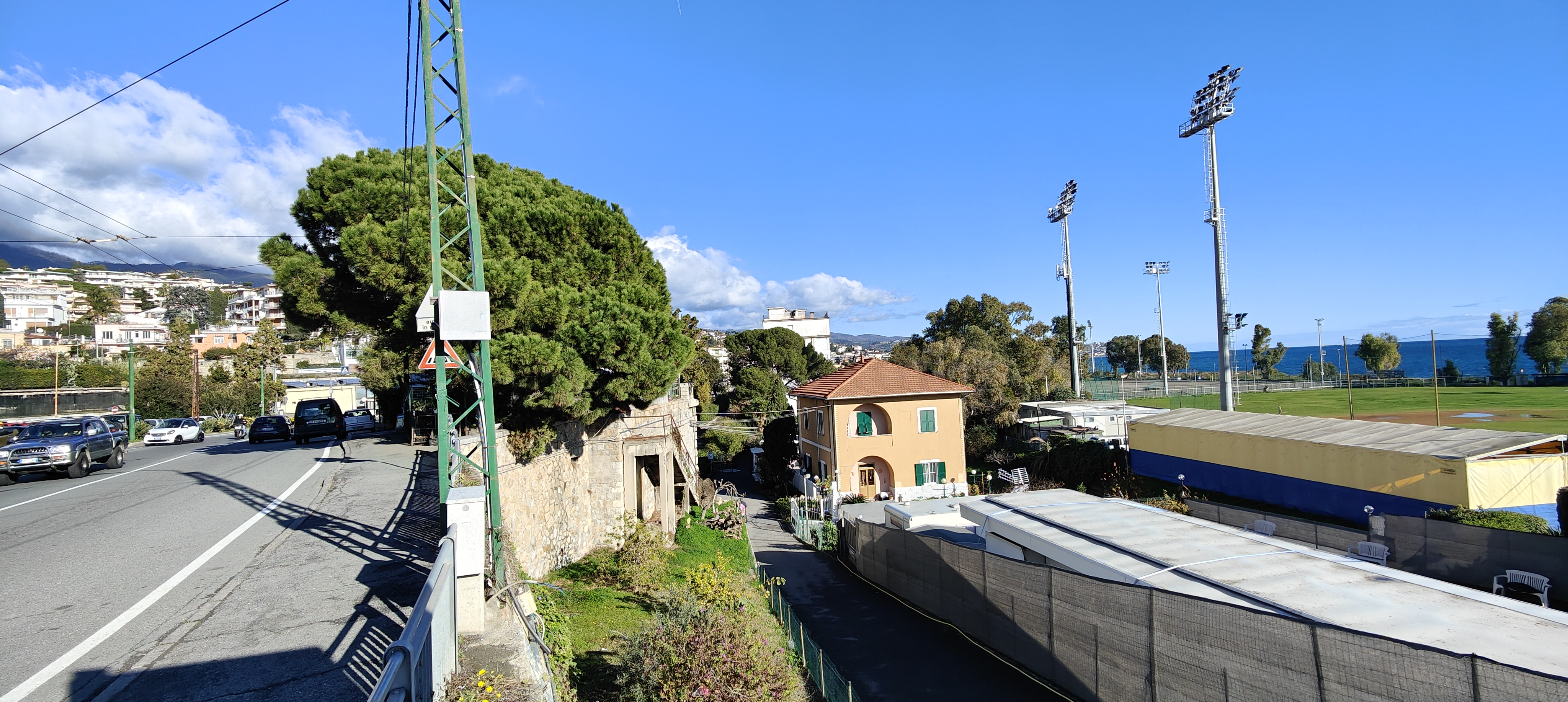
Sanremo: corso Marconi zona verso strada Bonmoschetto, il luogo dove sotto sbuca da Ospedaletti la galleria Capo Nero
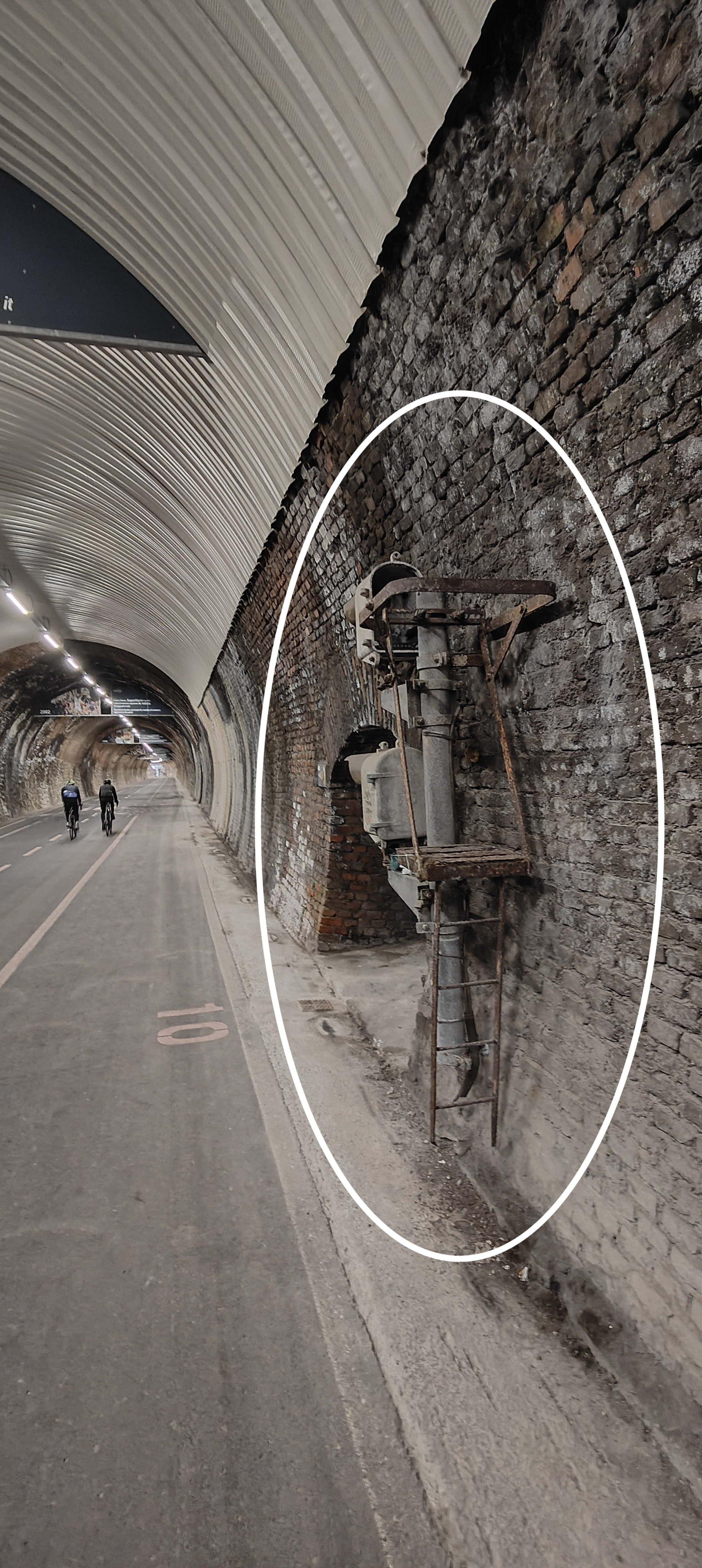
Interno alla Capo Nero (in zona Rio Foce, area campo atletico): segnale di protezione, ancora al suo posto, con scaletta, qui fotografato in direzione Sanremo
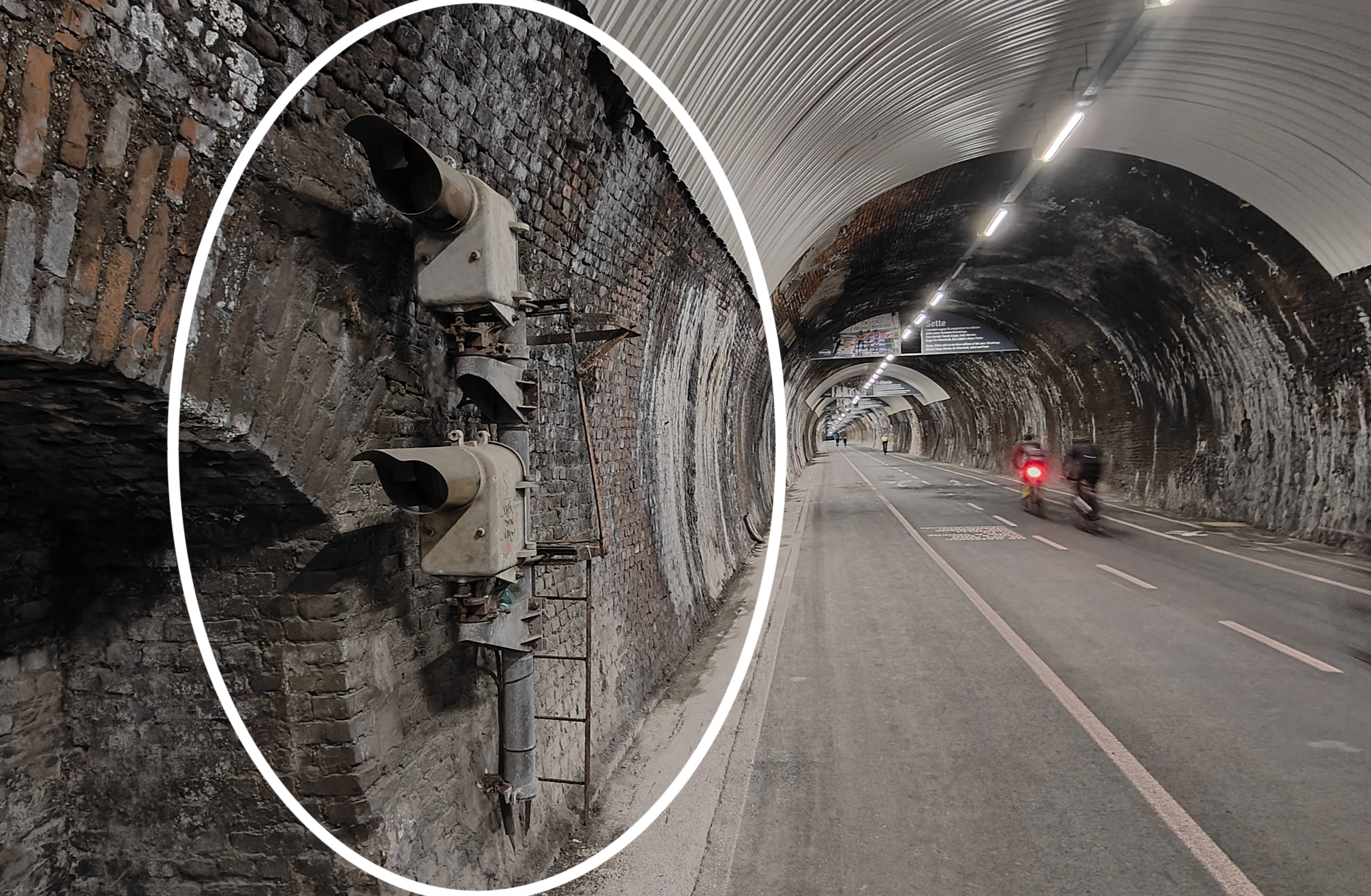
Parte frontale del segnale di protezione della foto precedente, qui in direzione Ospedaletti